# Tage Broström
Tage Hugo Broström, född 30 oktober 1903, död 27 september 1959, var en svensk violast.
Broström fick sin utbildning hos Mikhail Press i Göteborg och Jan Dahmen i Dresden. Han var engagerad vid Göteborgs orkesterförening 1925-1940, från 1936 som konsertmästare i altviolinstämman och från 1940 vid Konsertföreningen i Stockholm, fram till 1941 som soloaltviolinist, därefter som andre konsertmästare. Broström blev 1946 ordinarie lärare vid Musikaliska Akademien. Han var även altviolinist vid Garagulykvartetten.